# ادوارد همر
ادوارد همر (انگلیسی: Edward E. Hammer؛ ۲۷ دسامبر ۱۹۳۱ – july 16, 2012 (aged 80)) یک دانشمند بود.
وی همچنین برندهٔ جوایزی همچون مدال ادیسون انجمن مهندسان برق و الکترونیک شده است.